# Aeropuerto de Gaggal
Gaggal Airport, también conocido como Aeropuerto de Kangra o Aeropuerto de Dharamsala-Kangra, (IATA: DHM, OACI: VIGG) es un aeropuerto ubicado en Gaggal cerca de Kangra en el estado indio de Himachal Pradesh.

## Aerolíneas y destinos
| Aerolíneas   | Destinos                          |
| ------------ | --------------------------------- |
| Alliance Air | Chandigarh, Delhi, Jaipur, Shimla |
| IndiGo       | Delhi                             |
| SpiceJet     | Delhi                             |

## Estadísticas
Ver fuente y consulta Wikidata.